# 安全
安全（あんぜん、英: safety セイフティ、仏: sécurité セキュリテ）に関して、安全の国際標準の定義「許容できないリスクがないこと」と、「危険をゼロにする（絶対安全）」について解説をする。

概説では、安全を、一般の人々がどのように考えているのか、工学分野の研究者・技術者が20世紀後半（1900年代後半）から最近（2014年時点）においてどのように考えていたかを紹介する。次に、安全の定義や、安全を達成するためのリスクマネジメントについて紹介する。「命や財産を保護すること」という意味については、「セキュリティ(英: security)」または「保安」を参照。

## 概説
1971年、イザヤ・ベンダサンは著書『日本人とユダヤ人』の冒頭章「安全と自由と水のコスト」の中で、「日本人は安全と水は無料で手に入ると思い込んでいる」という、駐日イスラエル公使館（伝聞当時）のある書記官の言葉を紹介した。
この冒頭章について、向殿政男は、「ユダヤ人は大切な自分の生命を守るためならば高額な費用を払ってでもホテルに居住したりするのに対して、日本人はこれまで安全は自然と守られているもの、又は　誰かが守ってくれるものと考えていたので、
安全を意識もせず、民族ごとに大きな違いがある、ということにも気づいていなかった日本人に初めて強烈な衝撃を与えた。」と、紹介している。歴史的・地政学的・宗教的・文化的に異なっている民族間では、安全についての意識が異なっており、それは国ごとの 安全に関連する法律・規制、技術や商習慣、合意形成プロセスの違いとなって現れている。
科学技術における「安全」の定義は国語辞典での定義と異なっており、時代と共に変化もしている。1950年前半から1980年後半まで、安全性の研究は、信頼性の研究の一部であった。1970年代、世界各地でプラントの重大事故が発生した。1976年に発生したイタリアのセベソ事故をきっかけとして、当時の欧州委員会（EC、後の欧州連合(EU)）が1982年にセベソ指令(欧州指令)として、欧州統一の安全規格を策定した。1990年、国際基本安全規格第1版（ISO/IEC GUIDE 51:1990）が策定され『「品質は安全の同義語ではなく、品質規格と安全規格のそれぞれの役割を混同すべきではない。」「絶対安全は存在しない。」』と宣言した。そして、安全とは「受容できないリスクがないこと」と定義された。その後、1999年に、ISO/IEC GUIDE 51:1999が発行されたが、安全の定義に変更はなかった。2014年、ISO/IEC GUIDE 51:2014で「許容できないリスクがないこと」と定義が改定された。しかしながら、日本では現在においても、『消費者の多くは、安全といえば一切危険は存在しないという絶対安全を考えている人が多く、リスクの概念や消費者責任の意識に乏しく、ただ騒いだり不安になったりするだけの傾向もある。特に報道機関も含めて、過剰対応としか思えない例もある』と向殿政男は書いている。→#「安全」の用法や定義
安全を扱う学問には安全学や安全工学がある。→#学問

## 「安全」の用法や定義
安全の用法や定義は、領域ごとに定義の仕方が異なっている。

各国ごとの個別の歴史・地理などを踏まえるとどのように考えられるようになっているか

また、最近世界でどのように整合化が進みつつあるのか
、ひとつひとつ見てゆく。
国語辞書での用法説明
とりあえず、国語辞書（定義宣言や意見表明をするのではなく、基本的に、当該言語圏である言葉が使われてきた実際の歴史や、現状で一般の人々の間で頻度の高い使用法（言葉の用法）は実際はどのようなものなのか学問的に説明する役割・任務があるとされている書物）の説明を見てみる。
- （大辞泉）「危険がなく安心なこと。傷病などの生命にかかわる心配、物の盗難・破損などの心配のないこと。」としている[10]。
- （広辞苑）
  - 「安らかで危険のないこと。平穏無事。[11]」
  - 「物事が損傷したり、危害を受けたりするおそれのないこと。[11]」

文部科学省 科学技術・学術審議会 （第12回）配付資料(2004)
「人とその共同体への損傷、ならびに人、組織、公共の所有物に損害がないと客観的に判断されることである。ここでいう所有物には無形のものも含む。」

技術界の国際的定義
一般社団法人 電子情報通信学会によれば、『1950年代前半にアメリカ軍を中心にして信頼性の研究が開始され、1980年代後半になり信頼性研究から安全性研究が独立するようになった。』
1990年、国際基本安全規格第1版（ISO/IEC GUIDE 51:1990）が発行され、安全(safety)とは「受容できないリスクがないこと（freedom from unacceptable risk.）」と国際的定義がなされた。
2014年、国際基本安全規格　（ISO/IEC GUIDE 51:2014）で定義が改定され、安全とは「許容できないリスクがないこと(freedom from risk which is not tolerable NOTE For the purposes of this Guide, the terms "acceptable risk" and "tolerable risk" are considered to be synonymous.)」としている
。また、同規格では「許容可能なリスク(tolerable risk)」は、「level of risk which is accepted
in a given context based on the current values of society　（その時代の社会の価値観に基づき、特定の（所与の）コンテキストにおいて受け入れられている水準のリスク）」と定義している。また、リスク（risk）は「危害の発生確率及びその危害の程度の組合せ」。危害 (harm) は、「人の受ける身体的傷害若しくは健康傷害，又は財産若しくは環境の受ける害」と定義している。
労働管理での定義
労働安全衛生マネジメントシステムの国際標準はOHSAS18001であったが、2014年時点では、ISO/CD 45001:2014(労働安全衛生マネジメントシステム－要求事項及び利用の手引)が審議されており、安全の定義は、国際基本安全規格ISO/IEC GUIDE 51:2014の「許容できないリスクがないこと」に統一される見込みである。
福岡労働局・労働基準監督署は、配布物「絶対安全はあり得ません！」において、「リスクアセスメントに取組み 安全で快適な職場づくりを目指しましょう」と書いている。

## 学問
安全問題を扱う学問としては安全学や安全工学がある。2000年2月に、日本学術会議より「安全に関する緊急特別委員会報告」において、社会の安全をより確実なものにするために、従来の安全工学的なアプローチを拡大して、より広い立場からの「安全学」を構築することが提案された。

なお、関連する学問として失敗学もある。オーストラリアに本部を置き、米国、メキシコ、オランダ、ベルギーなどに支部を持つ経済平和研究所によると、安全な国は一人当たりのGDPが高く、インフレが比較的低く、腐敗が少なく、資源配分の不平等が少ないなど、多くの面でプラスの効果があると言われている。

## リスクマネジメント
安全（許容できないリスクがない）を実現するためには、以下のステップを繰り返す必要がある。
1. リスク対象の定義
2. リスクの見積もり
（上記2つを「リスク分析」という。）
3. リスクの評価
（上記3つを「リスクアセスメント」という。）
4. そのリスクが許容できるか判定
5. リスク対応・・・・・そのリスクが許容できない場合はリスクを許容できるまで低減・回避
（リスクアセスメントとリスク対応を合わせて、リスクマネジメントという。）

リスクの特定手法およびリスク分析手法には、トップダウン手法とボトムアップ手法がある。「モノづくり」の安全分野において、トップダウン手法としては、一般的なFTA (フォルトツリー解析) や、原子力分野で使われているETA (事象の木解析、イベントツリー解析) などがある。ボトムアップ手法としては、FMEA(故障モード影響解析)などがある。
リスクの許容判定方法では、一般には影響の大きさと、影響の頻度から求める。
影響の大きさとしては人を基準にして多数死傷〜軽症、頻度としては隕石で死ぬ頻度から、交通事故ぐらいまでで考える。対象分野によっては、回避性などを考慮する場合がある。
リスク対応では、そのリスクが許容できない場合はリスクを許容できるまで低減・回避させる。低減方法には、本質安全と機能安全などがある。

## 安全文化
安全文化
(あんぜんぶんか、英:safety culture)の概念は、『国際原子力機関（IAEA）の国際原子力安全諮問グループ（INSAG）が、旧ソ連のチェルノブイリ原子力発電所事故に関しとりまとめた「チェルノブイリ事故の事故後検討会議の概要報告書」（INSAG-1、1986）において取り上げられ、その後国際的な場で広く議論されるようになった』
。

日本の現場で頻繁に用いられている緑十字。日本での安全のシンボル。

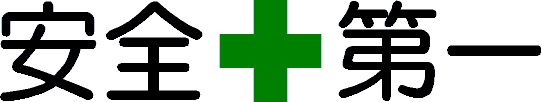
日本人が現場で好んで掲示する「安全第一」のサイン。日本の文化のひとつであり、安全性の向上に貢献してきた。

日本国内における安全文化と、欧米での安全文化は異なる、と言われている。日本では「人の努力」や「メンテナンス」、「改善」によって安全を担保しようとするのに対し、欧米では「人はミスする」「機械は壊れる」という前提に立って安全を考える。
日本の安全文化は「性善説」で、欧米の安全文化は「性悪説」と見なすことができる
。
日本では発生件数を減らすという点を重視しており、欧米では重大災害が起こらないという点を重視している。

## 安全基準
国家における安全基準は、安全を担保するものではない。『国家における安全基準は、最低限の規制基準であり、事業者は、これを満たすのは当たり前である。事業者は、危険源を網羅し、いかに安全レベルを高めるかが使命である。安全確保の第一義的責任は事業者にある。
技術基準のあるべき姿は、「State of the Arts（常に最新の知見に基づき改善し、高みを目指す）」である
』
。

## 安全に関連した技術用語
機械や道具の安全が保てる負荷の範囲を安全率と呼ぶ。

## 様々な領域での安全

### 労働や仕事と安全
安全衛生、

### 他
環境の安全、国家の安全（安全保障）、安全基準、安心安全

## 類似の概念
- 安全性
- 絶対安全
- 本質安全
- 機能安全
- 安全衛生
- 保安
- 治安
- 社会保障
- 予防
- 防災
- 防犯

## 反対の概念
- リスク
- 危険
- ハザード
- 危険源

## 法律での安全
静的安全
いったん取得した権利は、みだりに奪われることがないという安全。
動的安全
元々の権利者の権利を犠牲にしても取引自体を保護する、取引の安全。
善意取得、表見代理、権利外観理論